# Anna Roemers Visscher

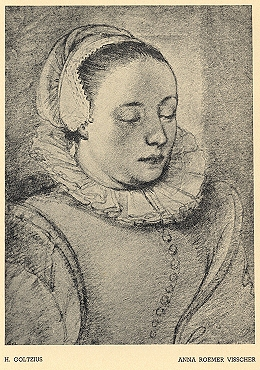
Zeichnung Anna Roemers Visscher

Anna Roemers Visscher (* 2. Februar 1583 in Amsterdam; † 6. Dezember 1651 in Alkmaar) war eine niederländische Künstlerin, Dichterin und Übersetzerin.

## Leben

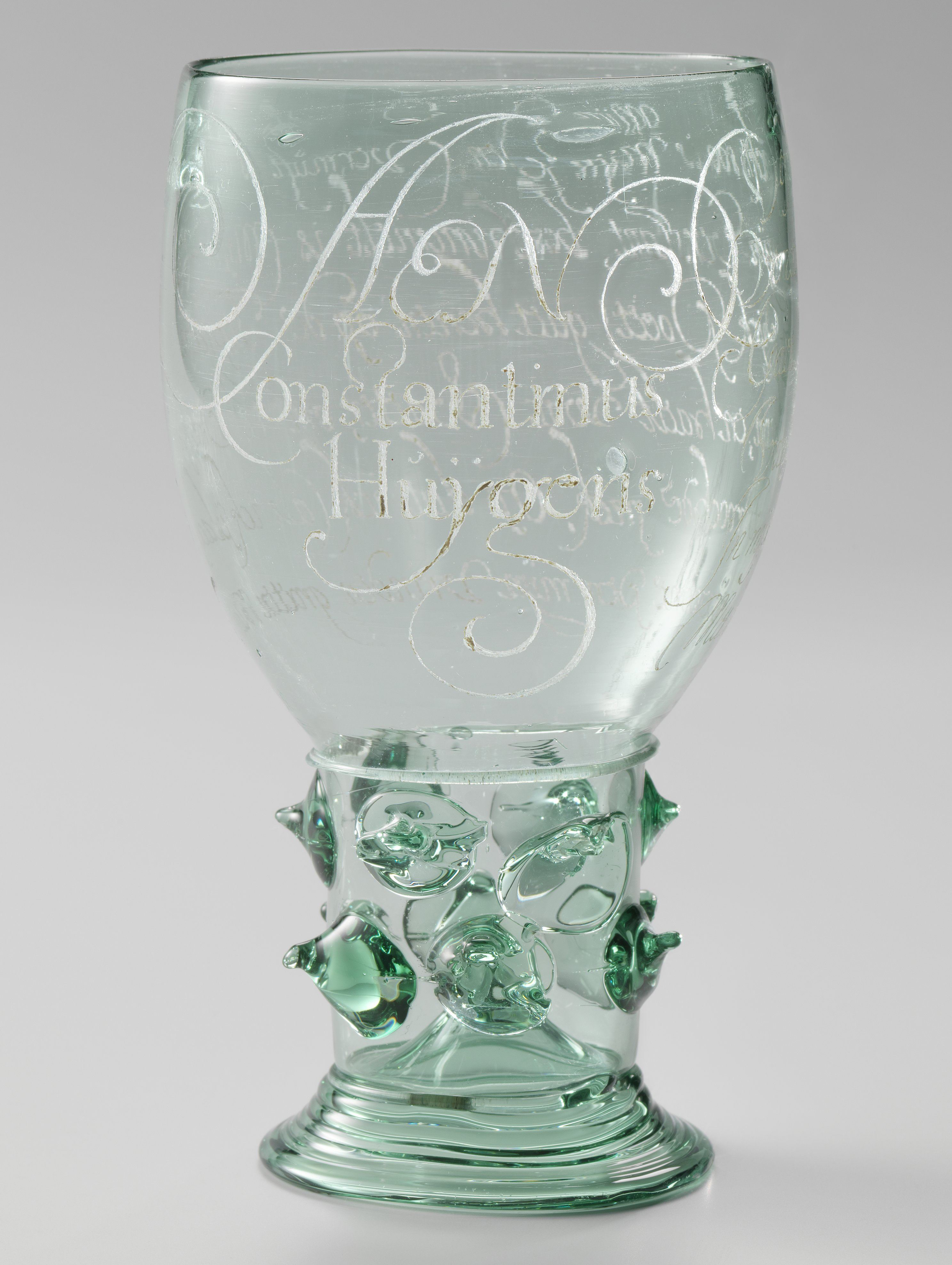
Anna Roemers Visscher: Pokal mit eingraviertem Gedicht über Constantijn Huygens, 1619, Rijksmuseum BK-1983-15

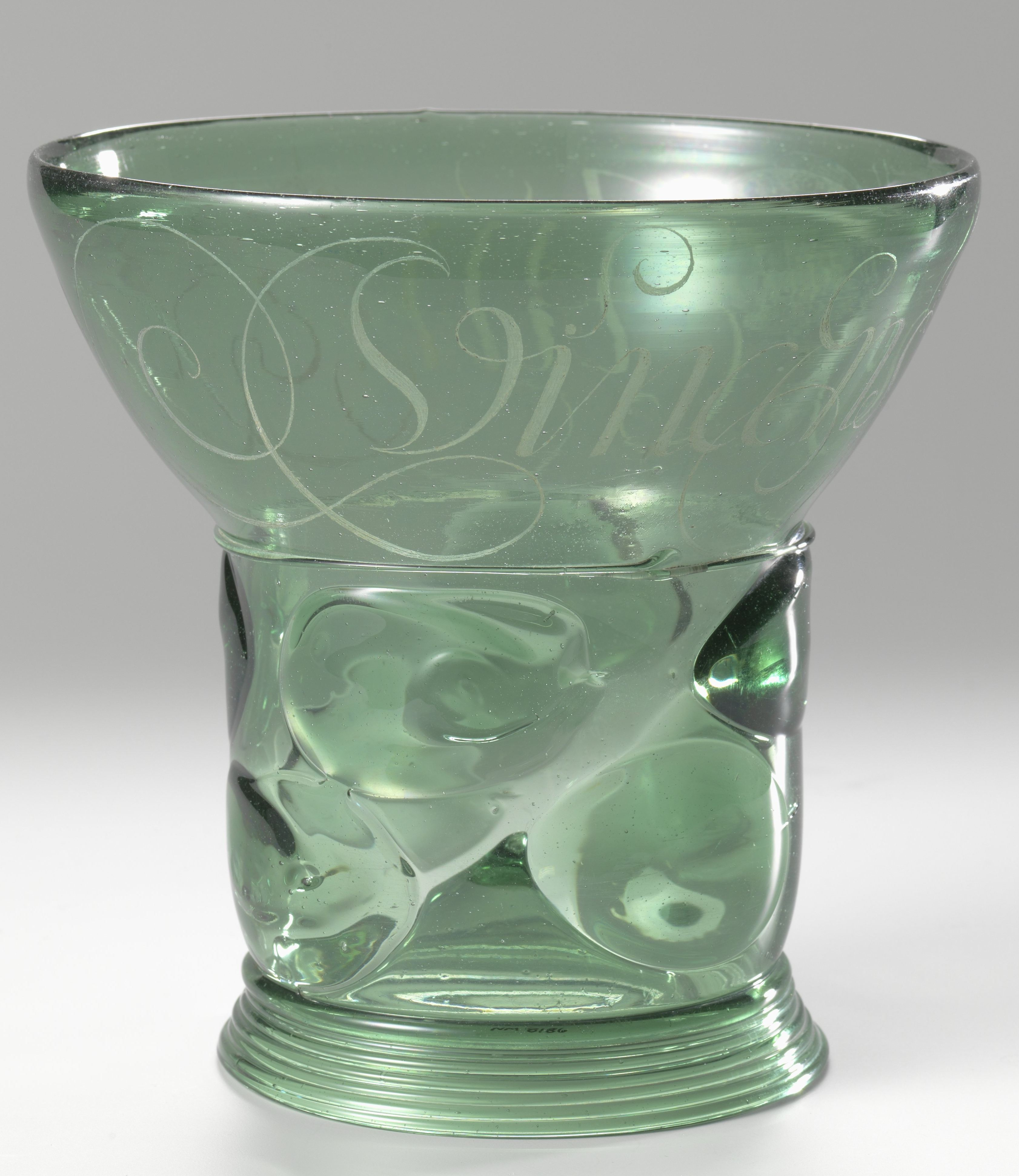
Berkemeyer Becher mit Gravur von Visscher in 1646

Anna Roemers Visscher war die älteste Tochter des Amsterdamer Kaufmanns und Dichters Roemer Visscher und die Schwester von Maria Tesselschade Visscher. Der Wohlstand ihrer Familie versetzte sie in die Lage, Fremdsprachen, Kalligraphie, Stickerei, Zeichnen, Malen und Glasschleiferei zu erlernen. Sie heiratete 1624 Dominicus Booth van Wesel, der bald darauf Deichgraf in Wieringerwaard (Nordholland) wurde. Ihre Kinder wurden im Jesuitenkolleg Brüssel erzogen. Im Jahr 1646 zog sie mit ihren beiden Söhnen Roemer (1625–1701) und Johan nach Leiden, wo diese an der calvinistischen  Universität studierten.
Visscher gehörte zu einer Literaten- und Künstlergruppe, die den Muiderkring oder Muidenzirkel bildeten. Ihr zollten P. C. Hooft, Jacob Cats, Joost van den Vondel, Constantijn Huygens und andere hohe Bewunderung, nannten sie eine Muse, die zweite Sappho, eine vierte Grazie und widmeten ihr einige Gedichte, so völlig übertrieben Jacob Cats Maagdeplicht (Frauenpflicht). Der Maler Peter Paul Rubens widmete ihr eine Gravur seiner Susanna und die Älteren, die Michel Lasne (ca. 1617–1618) ausführte. Eine weitere, die Lucas Vorsterman (1620) nach einer anderen Version des Motivs ausführte, zeigt die gleiche Widmung an Visscher.
Visscher ist besonders  für ihre Glasgravuren anerkannt. Weiterhin hatte sie ein Interesse an Emblembüchern: Sie übersetzte  dreizehn Epigramme von Georgette de Montenays Emblèmes, ou devises chrestiennes (1584) ins Niederländische. Auch trug sie Gedichte zum Emblembuch (1618) von Jacob Cats Silenus Alcibiadis, Sive Proteus bei  Sie korrespondierte mit Anna Maria van Schurman in Utrecht.

## Einzelbelege
1. ↑  Ontdek dichter, schilder, glasschilder Anna Roemersdr. Visscher. Abgerufen am 20. März 2022 (niederländisch).
2. ↑  Roland E. Fleischer, Susan Scott Munshower: The Age of Rembrandt : studies in seventeenth-century Dutch painting. Pennsylvania State University, 1988, ISBN 0-915773-02-3, S. 55.
3. ↑  Maaike Meier, Ankie Peypers, Yopie Prins: The Defiant Muse. Feminist Press, 1998, S. 5 (archive.org).
4. ↑  Simon Schama: Überfluss und schöner Schein. Zur Kultur der Niederland im Goldenen Zeitalter. Kindler, München 1988, ISBN 3-463-40096-0, S. 438.
5. 1 2  E. Op de Beeck: Suzanna en de twee ouderlingen, Rubens gravures voor Anna Roemer Visscher. In: Jaarboek van Het Koninklijk Museum voor Schone Kunsten. 1973, S. 207–221.
6. ↑  Andrew D. Hottle: Commerce and Connections: Peter Paul Rubens and the Dedicated Print. In: Nederlands Kunsthistorisch Jaarboek. 55. Jahrgang, 2004, S. 54–85, doi:10.1163/22145966-90000105.
7. ↑  DBNL: K. ter Laan, Letterkundig woordenboek voor Noord en Zuid · dbnl. Abgerufen am 20. März 2022 (niederländisch).